# Innovate Finance
A Innovate Finance é uma organização independente, sem fins lucrativos que atende à comunidade de tecnologia financeira do Reino Unido (FinTech). 

## História
A Innovate Finance representa a comunidade global FinTech do Reino Unido. Fundada em 2014, a Innovate Finance avança na posição de liderança do país no setor de serviços financeiros, apoiando inovadores de serviços financeiros liderados por tecnologia. 
No lançamento da Innovate Finance, o chanceler do Reino Unido, George Osborne, apoiou a iniciativa e prometeu apoiar os esforços para promover o Reino Unido como um líder global de fintech.  Osborne disse: "É apenas aproveitando as inovações em finanças, juntamente com nossos conhecimentos e habilidades de classe mundial existentes em serviços financeiros, que garantiremos que o setor financeiro da Grã-Bretanha continue atendendo às diversas necessidades de empresas e consumidores, aqui e ao redor do mundo, e criar empregos e crescimento que todos queremos ver no futuro ". 

## Filiação
Foi lançado com 50 membros fundadores, incluindo Ratesetter, Transferwise, Azimo, Sombras Digitais, HSBC, Barclays e IBM.  Cada membro paga uma taxa diferenciada, dependendo do tamanho da empresa. 

## Benefícios de associação
O trabalho do Innovate Finance inclui as seguintes atividades principais: 
Política e Pesquisa 
Eventos e Programas 
Relações Públicas e Comunicações 

## Modelo financeiro
Innovate Finance é uma organização sem fins lucrativos. É suportada pela City of London Corporation, bem como por meio de taxas anuais de associação.  As taxas de associação variam de acordo com a receita e o capital levantados pelas organizações que desejam ingressar, permitindo que a Innovate atenda às menores startups pré-semente, bem como às instituições financeiras maiores. BA Innovate fica em Moorgate, na 2 Finsbury Avenue. 

## Modelo de governança
A atual CEO é Charlotte Crosswell, que foi anteriormente CEO da Nasdaq NLX ("NLX"). Os CEOs anteriores incluem o empresário Lawrence Wintermeyer  que foi uma das forças motrizes originais da organização, junto com Claire Cockerton, que foi vice-chefe da aceleradora Level39.  . 
O conselho da Innovate Finance é composto por Natalie Ceeney (presidente) e os diretores não executivos, Iain Anderson, presidente do Grupo Cicero, Sue Hunter, sócio da Frog Capital, Danny Lopez e Kirsten English, CEO da Style Research. 

## Cobertura da mídia
A Innovate Finance já foi citada em vários noticiários globais, incluindo Bloomberg,  The Economist,  Fox Business News,  Australian Economic Review,  The Independent,  CNBC,  City AM,  The Guardian,  American Banker,  Euromoney,  e a BBC. 